# Добровац (Јаши)
Добровац (рум. Dobrovăţ) насеље је у Румунији у округу Јаши у општини Добровац. Oпштина се налази на надморској висини од 265 m.

## Становништво
Према подацима из 2002. године у насељу је живело 2624 становника, од којих су сви румунске националности.